# Demografia Królestwa Serbów, Chorwatów i Słoweńców
Demografia Królestwa Serbów, Chorwatów i Słoweńców – statystyki demograficzne Królestwa SHS pochodzą głównie ze spisu powszechnego przeprowadzonego 31 stycznia 1921 r. Podstawowym kryterium narodowości był język, którym posługiwali się mieszkańcy. Podział narodowościowy nie uwzględniał Czarnogórców, Macedończyków i Muzułmanów (obecnie tzw. Boszniaków), którzy byli traktowani jako Serbowie i Chorwaci. Nie wyodrębniono również Serbów od Chorwatów.

## Dane szacunkowe

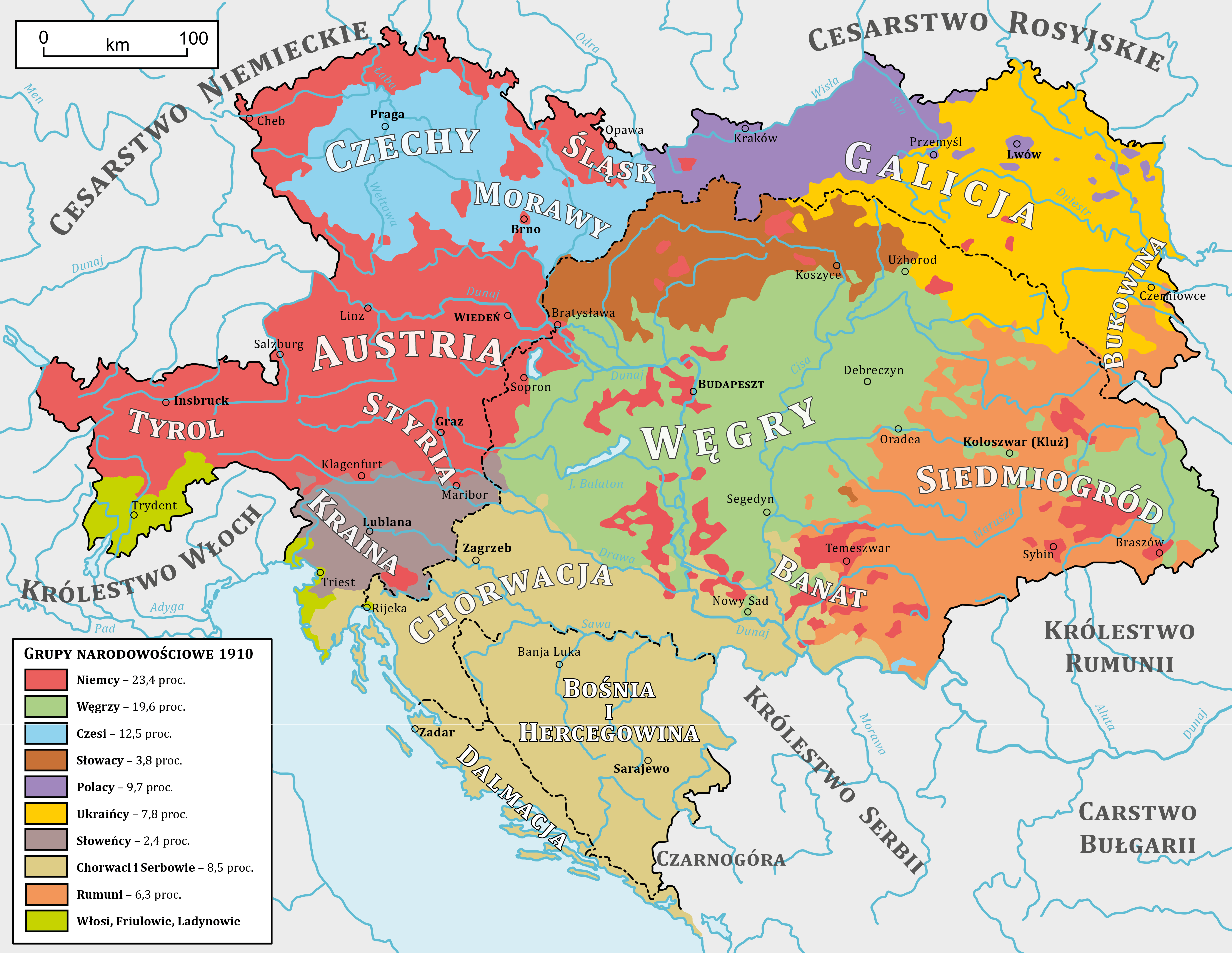
Struktura etniczna byłych terytoriów Austro-Węgier w 1918 r.

| Narodowość                | Wartość nominalna | Wartość procentowa |
| ------------------------- | ----------------- | ------------------ |
| Serbowie                  | 4,7 mln           | 38,8%              |
| Chorwaci                  | 2,856 mln         | 23,7%              |
| Słoweńcy                  | 1,024 mln         | 8,5%               |
| Bośniaccy Muzułmanie      | 727 tys.          | 6%                 |
| Macedończycy lub Bułgarzy | 585 tys.          | 4,9%               |
| pozostali Słowianie       | 174 tys.          | 1,5%               |
| Niemcy                    | 513 tys.          | 4,3%               |
| Węgrzy                    | 472 tys.          | 4%                 |
| Albańczycy                | 441 tys.          | 3,7%               |
| Rumuni, Wołosi            | 229 tys.          | 1,9%               |
| Turcy                     | 168 tys.          | 1,4%               |
| Żydzi                     | 64 tys.           | 0,5%               |
| Włosi                     | 12 tys.           | 0,1%               |
| pozostali                 | 80 tys.           | 0,7%               |
| Razem                     | 12 mln            | 100%               |

| Narodowość | Wartość nominalna |
| ---------- | ----------------- |
| Serbowie   | 4,791 mln         |
| Chorwaci   | 3,427 mln         |

## Dane ze spisu powszechnego przeprowadzonego 31 stycznia 1921 r.
| Serbia    | Czarnogóra | Bośnia i Hercegowina | Dalmacja | Chorwacja, Slawonia, Međimurje, wyspa Krk | Słowenia i Prekmurje | Banat, Baczka, Baranja | Razem      |
| --------- | ---------- | -------------------- | -------- | ----------------------------------------- | -------------------- | ---------------------- | ---------- |
| 4 133 478 | 199 227    | 1 890 440            | 620 432  | 2 739 888                                 | 1 054 919            | 1 346 527              | 11 984 911 |

|                   | Serbia    | Czarnogóra | Bośnia i Hercegowina | Dalmacja | Chorwacja, Slawonia, Međimurje, wyspa Krk | Słowenia i Prekmurje | Banat, Baczka, Baranja | Razem     |
| ----------------- | --------- | ---------- | -------------------- | -------- | ----------------------------------------- | -------------------- | ---------------------- | --------- |
| Prawosławne       | 3 351 574 | 8 319      | 829 360              | 106 132  | 658 769                                   | 6 611                | 478 112                | 5 593 057 |
| Rzymskokatolickie | 37 720    | 8 319      | 444 309              | 513 268  | 1 992 519                                 | 1 018 771            | 693 751                | 4 708 657 |
| Muzułmańskie      | 728 476   | 23 300     | 588 173              | 478      | 2 537                                     | 649                  | 1 658                  | 1 343 271 |
| Ewangelickie      | 2 749     | 55         | 6 627                | 64       | 37 990                                    | 27 282               | 144 750                | 229 517   |
| Mojżeszowe        | 11 814    | 20         | 12 031               | 314      | 20 562                                    | 936                  | 19 069                 | 64 746    |
| Greckokatolickie  | 1 025     | 32         | 9 308                | 37       | 16 226                                    | 513                  | 13 179                 | 40 338    |
| Inne              | 21        | 1          | 538                  | 128      | 1 096                                     | 17                   | 143                    | 1 944     |
| Nieokreślone      | 99        | 1          | 94                   | 11       | 189                                       | 122                  | 865                    | 1 381     |

|                     | Serbia    | Czarnogóra | Bośnia i Hercegowina | Dalmacja | Chorwacja, Slawonia, Međimurje, wyspa Krk | Słowenia i Prekmurje | Banat, Baczka, Baranja | Razem     |
| ------------------- | --------- | ---------- | -------------------- | -------- | ----------------------------------------- | -------------------- | ---------------------- | --------- |
| Serbowie i Chorwaci | 3 339 369 | 181 989    | 1 826 657            | 611 323  | 2 437 858                                 | 11 898               | 502 415                | 8 911 509 |
| Słoweńcy            | 3 625     | 55         | 4 682                | 1 048    | 23 260                                    | 980 222              | 7 105                  | 1 019 997 |
| Niemcy              | 5 969     | 33         | 16 471               | 1 068    | 124 156                                   | 41 514               | 316 579                | 505 790   |
| Węgrzy              | 2 532     | 17         | 2 577                | 68       | 71 928                                    | 14 429               | 316 579                | 467 658   |
| Arnauci             | 420 473   | 16 838     | 626                  | 204      | 652                                       | 103                  | 761                    | 439 657   |
| Rumuni, Arumuni     | 159 549   | 6          | 1 334                | 77       | 541                                       | 31                   | 69 530                 | 231 068   |
| Turcy               | 149 210   | 108        | 231                  | 43       | 300                                       | 237                  | 193                    | 150 322   |
| Czechosłowacy       | 2 801     | 40         | 6 377                | 363      | 54 344                                    | 2 941                | 48 666                 | 115 532   |
| Rusini              | 35        | 3          | 8 146                | 0        | 6 349                                     | 35                   | 11 047                 | 25 615    |
| Rosjanie            | 4 176     | 54         | 2 636                | 712      | 5 923                                     | 1 630                | 5 437                  | 20 568    |
| Polacy              | 286       | 3          | 10 705               | 71       | 3 077                                     | 338                  | 284                    | 14 764    |
| Włosi               | 503       | 39         | 1 762                | 4 706    | 4 659                                     | 701                  | 183                    | 12 553    |
| Francuzi            | 717       | 3          | 39                   | 15       | 200                                       | 125                  | 183                    | 1 163     |
| Anglicy             | 231       | 1          | 14                   | 35       | 114                                       | 38                   | 20                     | 453       |
| Inni                | 44 002    | 38         | 8 183                | 699      | 6527                                      | 677                  | 8 136                  | 68 262    |